# Eufemia pomorska

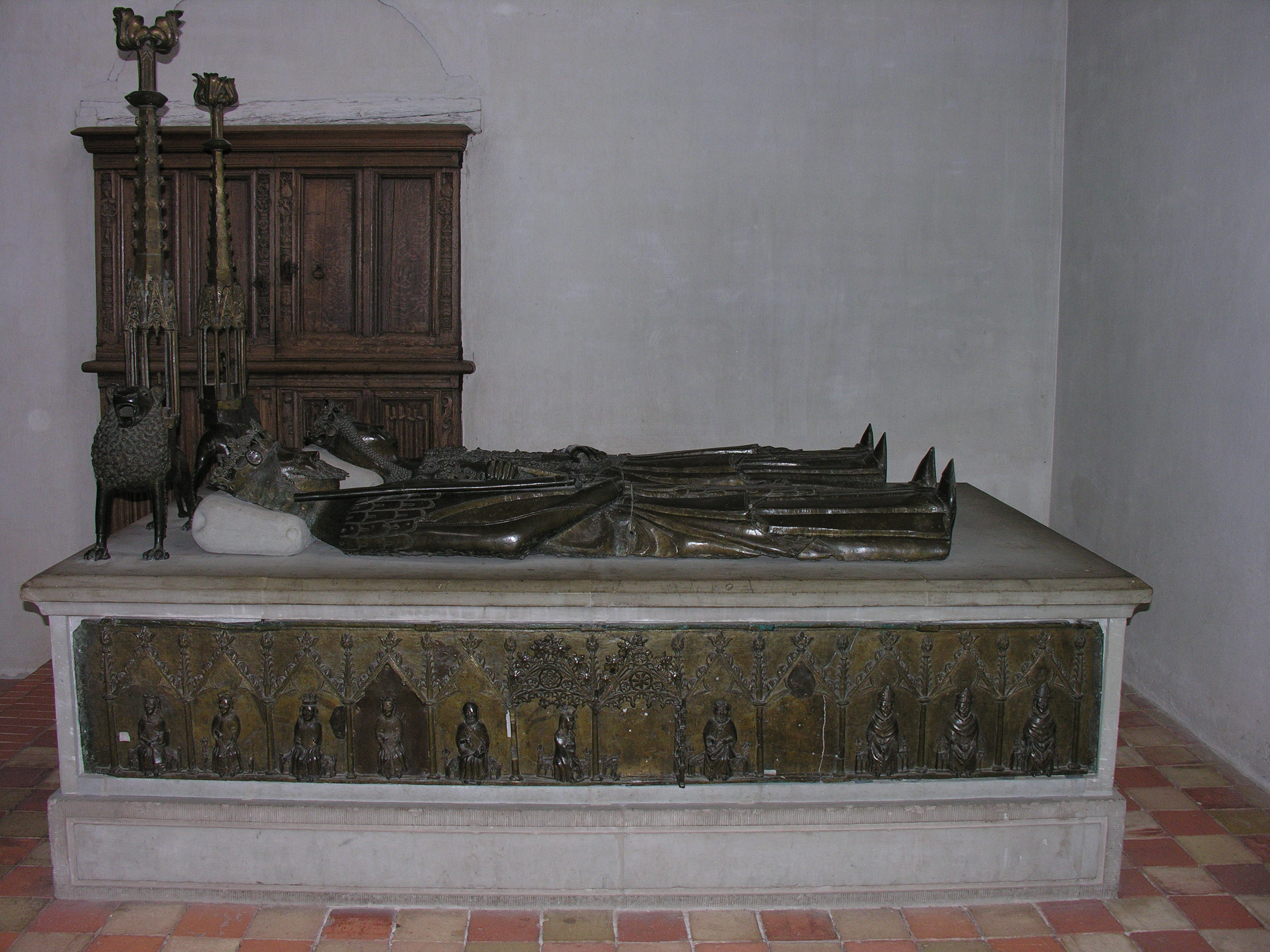
Grób króla Krzysztofa II i Eufemii, w kościele pocysterskim w Sorø

Eufemia pomorska, (duń.) Euphemia af Pommern (ur. ok. 1286–1288, zm. 26 lipca 1330) – królowa Danii, córka Bogusława IV, księcia pomorskiego, szczecińskiego i wołogoskiego oraz Małgorzaty rugijskiej. 

## Rodzina
Przed 1305 poślubiła ks. Hallandu i Samsø Krzysztofa, przyszłego króla Danii Krzysztofa II. Tenże utracił tron w 1326 i musiał opuścić Danię. Odzyskał koronę w 1329, na kilka miesięcy przed śmiercią królowej, która (wraz z nim) została pochowana w kościele pocysterskim w Sorø na wyspie Zelandia (Dania). 

### Potomstwo
- Małgorzata (ur. 1305, zm. w okr. 19 marca – 31 maja 1340) – żona Ludwika, margrabiego brandenburskiego, syna Ludwika IV Bawarskiego, księcia bawarskiego, króla niemieckiego, późniejszego cesarza oraz Beatrycze świdnickiej,
- Eryk (ur. 1307, zm. 1332), prawdopodobnie tytularny król Danii od 1321,
- Otton (ur. ?, zm. po 1347) – książę lolandzki i estoński; rycerz zakonu krzyżackiego,
- Agnieszka (ur. ?, zm. 1312) – zmarła w dzieciństwie,
- Waldemar IV Atterdag (ur. 1320, zm. 24 października 1375) – król Danii,
- Jadwiga (ur. ?, zm. ?) – zmarła w dzieciństwie[4].

### Genealogia
| Barnim I Dobry ur. zap. ok. 1210 zm. 13 lub 14 XI 1278 | Barnim I Dobry ur. zap. ok. 1210 zm. 13 lub 14 XI 1278 |                                                 |                                                 | Małgorzata meklemburska ur. zap. 1232 zm. przed 25 V 1261 | Małgorzata meklemburska ur. zap. 1232 zm. przed 25 V 1261 |  |  | Wisław II ur. ok. 1240 zm. 29 XII 1302 | Wisław II ur. ok. 1240 zm. 29 XII 1302 |                                                                     |                                                                     | Agnieszka brunszwicka ur. ? zm. po 1302 | Agnieszka brunszwicka ur. ? zm. po 1302 |
|                                                        |                                                        |                                                 |                                                 |                                                           |                                                           |  |  |                                        |                                        |                                                                     |                                                                     |                                         |                                         |
|                                                        |                                                        |                                                 |                                                 |                                                           |                                                           |  |  |                                        |                                        |                                                                     |                                                                     |                                         |                                         |
|                                                        |                                                        | Bogusław IV ur. w okr. 1254–1255 zm. 19 II 1309 | Bogusław IV ur. w okr. 1254–1255 zm. 19 II 1309 |                                                           |                                                           |  |  |                                        |                                        | Małgorzata rugijska ur. w okr. 1265–1271 zm. po 4 XII 1315, p. 1317 | Małgorzata rugijska ur. w okr. 1265–1271 zm. po 4 XII 1315, p. 1317 |                                         |                                         |
|                                                        |                                                        |                                                 |                                                 |                                                           |                                                           |  |  |                                        |                                        |                                                                     |                                                                     |                                         |                                         |
|                                                        |                                                        |                                                 |                                                 |                                                           |                                                           |  |  |                                        |                                        |                                                                     |                                                                     |                                         |                                         |
|                                                        |                                                        |                                                 |                                                 |                                                           |                                                           |  |  |                                        |                                        |                                                                     |                                                                     |                                         |                                         |

|                                                 |                                                 | Krzysztof II ur. 29 IX 1276 zm. 2 VIII 1332 OO w okr. 1300-1304 | Krzysztof II ur. 29 IX 1276 zm. 2 VIII 1332 OO w okr. 1300-1304 | Eufemia pomorska (ur. w okr. 1286-1288, zm. 26 VII 1330) | Eufemia pomorska (ur. w okr. 1286-1288, zm. 26 VII 1330) |                          |                          |                                             |                                             |
|                                                 |                                                 |                                                                 |                                                                 |                                                          |                                                          |                          |                          |                                             |                                             |
|                                                 |                                                 |                                                                 |                                                                 |                                                          |                                                          |                          |                          |                                             |                                             |
|                                                 |                                                 |                                                                 |                                                                 |                                                          |                                                          |                          |                          |                                             |                                             |
| Małgorzata ur. 1305 zm. w okr. 19 III-31 V 1340 | Małgorzata ur. 1305 zm. w okr. 19 III-31 V 1340 | Eryk ur. 1307 zm. 1332                                          | Eryk ur. 1307 zm. 1332                                          | Otton ur. ? zm. po 1347                                  | Otton ur. ? zm. po 1347                                  | Agnieszka ur. 1312 zm. ? | Agnieszka ur. 1312 zm. ? | Waldemar IV Atterdag ur. 1320 zm. 24 X 1375 | Waldemar IV Atterdag ur. 1320 zm. 24 X 1375 |
|                                                 |                                                 |                                                                 |                                                                 |                                                          |                                                          |                          |                          |                                             |                                             |
| Jadwiga ur. ? zm. ?                             |                                                 |                                                                 |                                                                 |                                                          |                                                          |                          |                          |                                             |                                             |

### Źródła online
- Cawley Ch, Denmark, Kings. Table of contents. Christoffer II 1320-1326 & 1329-1332 (ang.) [w]: Mediewal Lands. A prosopography of medieval European noble and royal families (ang.), [dostęp 2012-03-28].

### Opracowania
- Edward Rymar, Rodowód książąt pomorskich, Szczecin: Książnica Pomorska im. Stanisława Staszica, 2005, ISBN 83-87879-50-9, OCLC 69296056. Brak numerów stron w książce
- Szymański J.W., Książęcy ród Gryfitów, Goleniów – Kielce 2006, ISBN 83-7273-224-8.

### Literatura dodatkowa (opracowania)
- Dehn-Nielsen H., Kings and Queens of Denmark, Kopenhaga 2007, ISBN 978-87-89542-71-3.
- Kay Nielsen, Danmarks kongelige familier i 1000 år, Ib Askholm, wyd. 1. udg., 1. opl, [Rødovre]: Askholm, 2007, ISBN 978-87-91679-09-4, OCLC 254232649. Brak numerów stron w książce
- Olsen R. A., Kongerækken, Kopenhaga 2005, ISBN 87-595-2525-8.